# 纳文·安德鲁斯
纳文·威廉·悉尼·安德鲁斯（Naveen William Sidney Andrews，1969年1月17日—）是一位印度裔在英国出生的美籍演员，他因扮演电视剧《迷失》中的萨伊德·贾拉、电影《英国病人》中的锡克族士兵克普（Kip Singh）、电影《浴血野球场》中的桑杰（Sanjay）等角色而闻名。曾凭借《迷失》中的“萨伊德·贾拉”一角，揽获2006年金球奖和2005年黄金时段艾美奖，并在2006年荣获美国演员工会奖。